# Gérald Zamojski
Gérald Zamojski est un footballeur français né le 14 novembre 1947 à Bazeilles. Ce défenseur a été formé et révélé à Sedan, puis il a joué à Strasbourg.
Arrière central très dévoué

## Carrière de joueur
- 1967-1971 :  CS Sedan-Ardennes
- 1971-1976 :  RC Strasbourg[1]

## Palmarès
- International espoir en 1970
- Champion de France de Division 2 en 1972 avec le Racing Club de Strasbourg